# Okidaitō-jima
Okidaitō-jima (沖 大東 島 (Oki Daitō-jima)), também conhecido por Oki Daitō e anteriormente por Isla Rasa, é um ilhéu desabitado, com 1,1 km² de área. ilhéu pertence ao grupo das ilhas Daito, sitas no Mar das Filipinas a sudoeste de Okinawa, Japão. A soberania sobre a Okidaitojima foi proclamada pelo Japão no ano de 1900.
A ilha era rica em guano que foi minerado para a produção de fosfatos durante as primeiras décadas do século XX. Para essa exploração foi criada em 1911 a The Rasa Island Phosphate Ore Company, hoje denominada Rasa Industries.